# Gymnemasäuren
| Gymnemasäuren  | Gymnemasäuren     | Gymnemasäuren   | Gymnemasäuren   | Gymnemasäuren |
| -------------- | ----------------- | --------------- | --------------- | ------------- |
| Strukturformel |                   |                 |                 |               |
| Gymnemsäure    | I                 | II              | III             | IV            |
| R1:            | tigloyl           | 2-methylbutyryl | 2-methylbutyryl | tigloyl       |
| R2:            | acetyl            | acetyl          | H               | H             |
| CAS-Nummer:    | 122168-40-5       |                 |                 |               |
| PubChem:       | 11953919          |                 |                 |               |
| Summenformel:  | C43H66O14         |                 |                 |               |
| Molare Masse:  | 806,97574 g·mol−1 |                 |                 |               |

Gymnemasäuren sind Triterpen-Glycoside, die den süßen Geschmack unterdrücken. Sie wurden aus der indischen Schlingpflanze (Gymnema sylvestre) isoliert. Eine ähnliche Wirkung haben Hodulcine aus Blättern und Wurzeln des Japanischen Rosinenbaums Hovenia dulcis, Gurmarin (ebenfalls aus Gymnema sylvestre, aber ein Protein), Lactisol oder das Ziziphen aus der chinesischen Brustdattel. Anwendung finden die Stoffe insbesondere in den USA als Abnehmhilfe oder bei Diabetikern, um ihren Drang nach Süßem zu unterdrücken.